# Clemens Wickler
Clemens Wickler (ur. 28 kwietnia 1995 w Starnbergu) – niemiecki siatkarz plażowy, srebrny medalista Mistrzostw Świata z 2019 roku razem z grającym w parze od 2018 roku Juliusem Thole. Z Juliusem zagrał również na Igrzyskach Olimpijskich w Tokio, gdzie dotarli do ćwierćfinału.